# عمار (دهستان)
 عمار  (در عربی:  عَمّار )
دهستانی بزرگی است در عزلهٔ (مخلاف البلاد)، در ناحیه (النادرة) در شمال شهر أب، از توابع استان اِب، در کشور یمن در شبه جزیره عربستان. گویند:(عمار بن کنانة بن قیس بن الحصین بن مدرک) آن را بنیادگذاری نموده‌است. 

## جمعیت
جمعیت این دهستان در حدود ( ۱۲۸۲۵) نفر و (۳۰ خانوار ) می‌باشد. 

## روستاها
روستاهای توابع این دهستان عبارتند از:
- روستای: آل عَقیل
- روستای: بَنو عُکاب
- روستای: بنو العکام
- روستای: عَک
- روستای: غامَق
- روستای: ساعِدة
- روستای: عَمیش
- روستای: خَولان
- روستای: عَکاظ
- روستای: عکار